# Herman Petersen
Herman Lorentsson Petersen, född 29 december 1713 i Göteborg, död 13 augusti 1765 i Stockholm, var en svensk affärsman, kommerseråd, riksdagsman för borgarståndet vars barn adlades för hans förtjänster med namnet af Petersens. Petersen var en mycket förmögen man som tillhörde den så kallade Skeppsbroadeln, han var direktör i Svenska Ostindiska Companiet, Saltkontoret och Växelkontoret liksom delägare i ett flertal bolag. Han har uppmärksammats för sin inblandning i växelkursskandalen under riksdagen 1765–1766.

## Bakgrund
Herman Petersen var son till grosshandlaren och rådmannen Abraham Petersen i Göteborg, vars släkt enligt traditionen kom från Stettin. Släkten var på 1600-talet ansedd såsom inflytelserik borgarfamilj i Göteborg. Petersens mor Johanna Christina Tham, var dotter till rådmannen Volrath Tham från Sachsen. Vidare var hon syster till kommerserådet Sebastian Tham.
Petersen gjorde år 1736 stora inköp i Göteborg under en auktion.

## Karriär

### Petersen & Bedoire
Petersen grundade bolaget Petersen & Bedoire år 1743 tillsammans med sin svåger Fredrik Bedoire. Bolaget Petersen & Bedoire exporterade stångjärn, ammunition, mässingstråd, beck, tjära och bräder. Därtill företog Petersen & Bedoire handel med djurskinn av varg, räv och lo. Den viktigaste destinationshamnen var Lübeck. Utöver Lübeck var Amsterdam och Lissabon betydande mottagare av varor exporterade från Sverige.
Åtminstone under åren 1747–1755 mottog Petersen & Bedoire plåtar och går-koppar som skeppats till Frankrike i utbyte mot silver.
Petersen fick 1746 tillsammans med tre andra köpmän privilegium på handeln med Madeira och Kanarieöarna i sex år.

### 1747–: Svenska Ostindiska Companiet
År 1747 tillträdde Petersen som direktör i Svenska Ostindiska Companiet.

### 1750–1762: Saltkontoret
Petersen började sin bana som grosshandlare i Stockholm, och tillträdde som direktör i juli 1750 i det nyinrättade Saltkontoret, som var en halvstatlig inrättning i Stockholm. Han tog sedermera avsked från Saltkontoret år 1762.

### –1765: Växelkontoret
Petersen var direktör i Växelkontoret.
Under växelkontorsskandalen 1765, som gick av stapeln under riksdagen 1765, ansattes Petersen mycket hårt jämte Claes och Johan Abraham Grill, Johan Henrik Lefebure och Gustaf Kjerman. Petersen ansågs behöva lagföras för sina åtgöranden i växelkontoret. Detta eftersom kursen hade stigit kraftigt under början av 1760-talet, och intressenterna därigenom hade förmått sig själva att skapa personliga förmåner. Petersen undgick straff eftersom han tidigt i rättegångsprocessen avlidit i augusti 1765 till följd av slag.

### Övriga uppdrag och äganden
Petersen var delägare i Stora Stadsvarvet, i beckbruken Danvik och Svindersvik, i en segelduksfabrik, i ett mässingsbruk och i ett sockerbruk. Vidare var han bankofullmäktig.

## Egendomar och fideikommiss
Petersen köpte år 1757 ett hus i Gamla stan av friherre Erland Broman, vilket i dag kallas Petersenska huset. Vidare var han innehavare av flera andra fastigheter i Stockholmsområdet. Däribland märks Stora Nyckelviken som uppfördes som sommarnöje åt Herman Petersen. Därtill lät han uppföra det lusthus som i dag är beläget intill trädgården i Nyckelviken. I dag associeras Petersen liksom den af Petersenska ätten framför allt med egendomen Erstavik. Fideikommisset Erstavik tillkom år 1765 efter ett testamente som Petersen efterlämnat. Den siste och åttonde fideikommissarien blev Johan af Petersens som avled 2015. Därefter har Erstavik övergått till att bli ett fideikommissaktiebolag, Herman Petersen Fideikommiss AB.

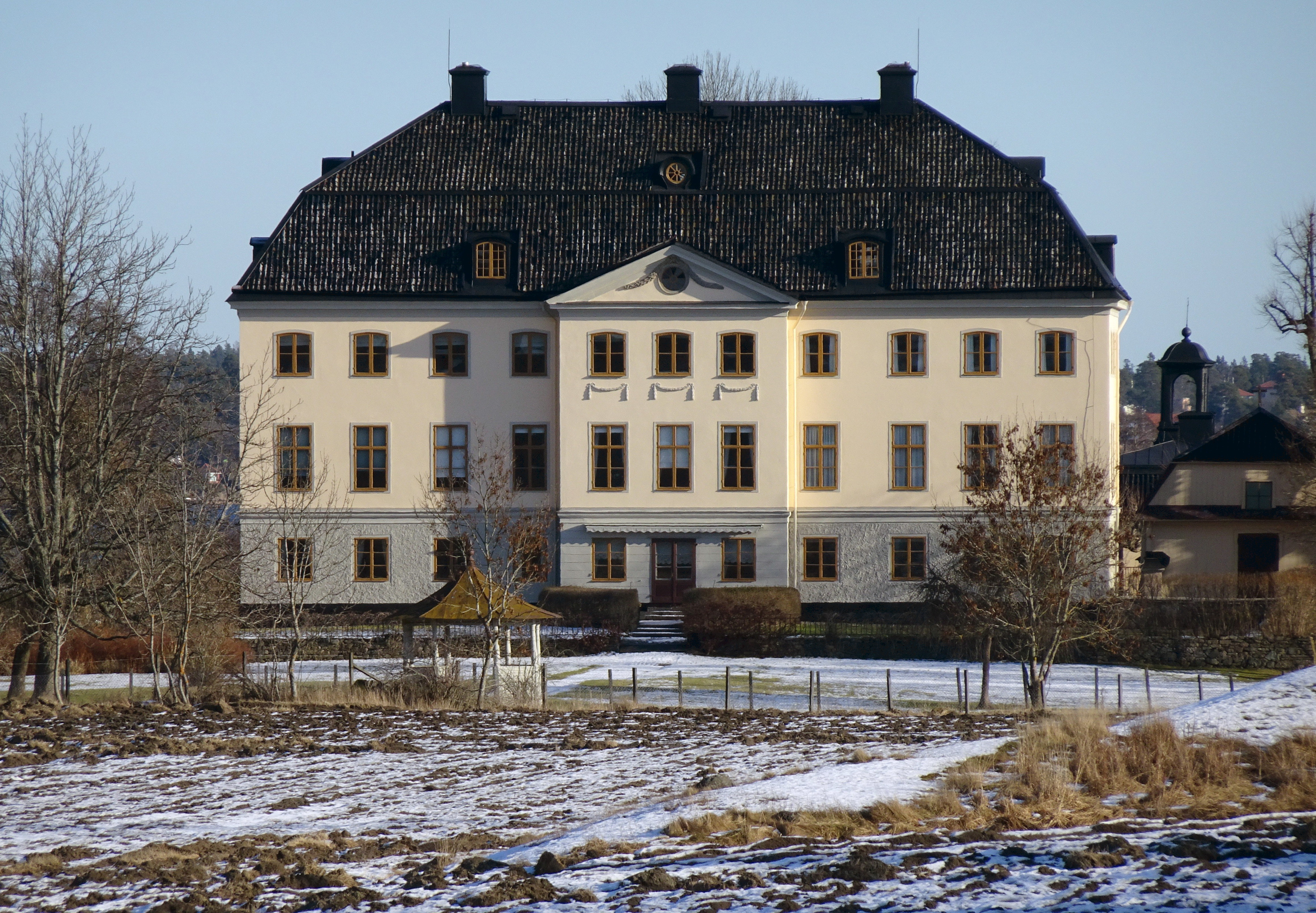
Fideikommisset Erstavik.
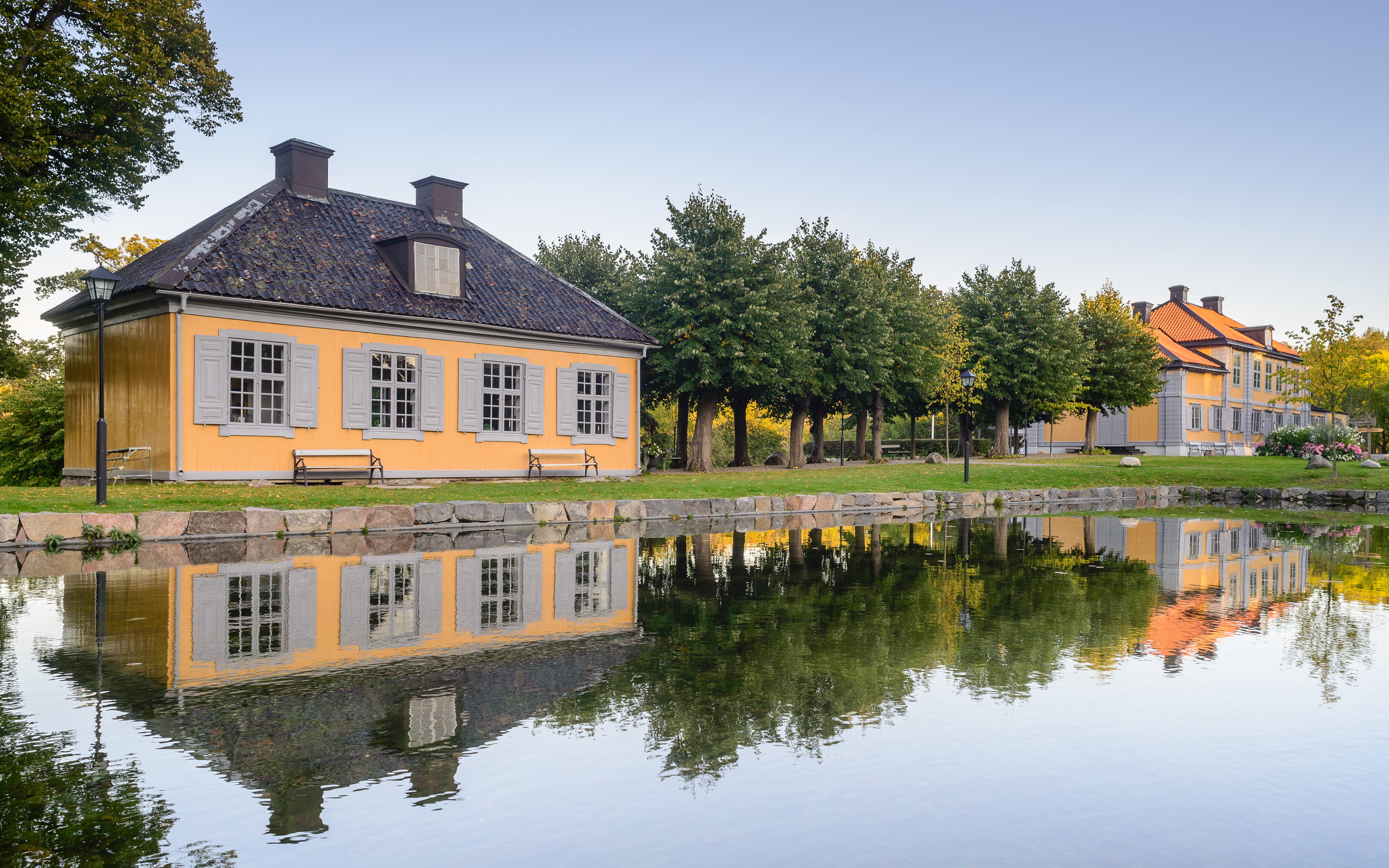
Parti av Stora Nyckelviken.
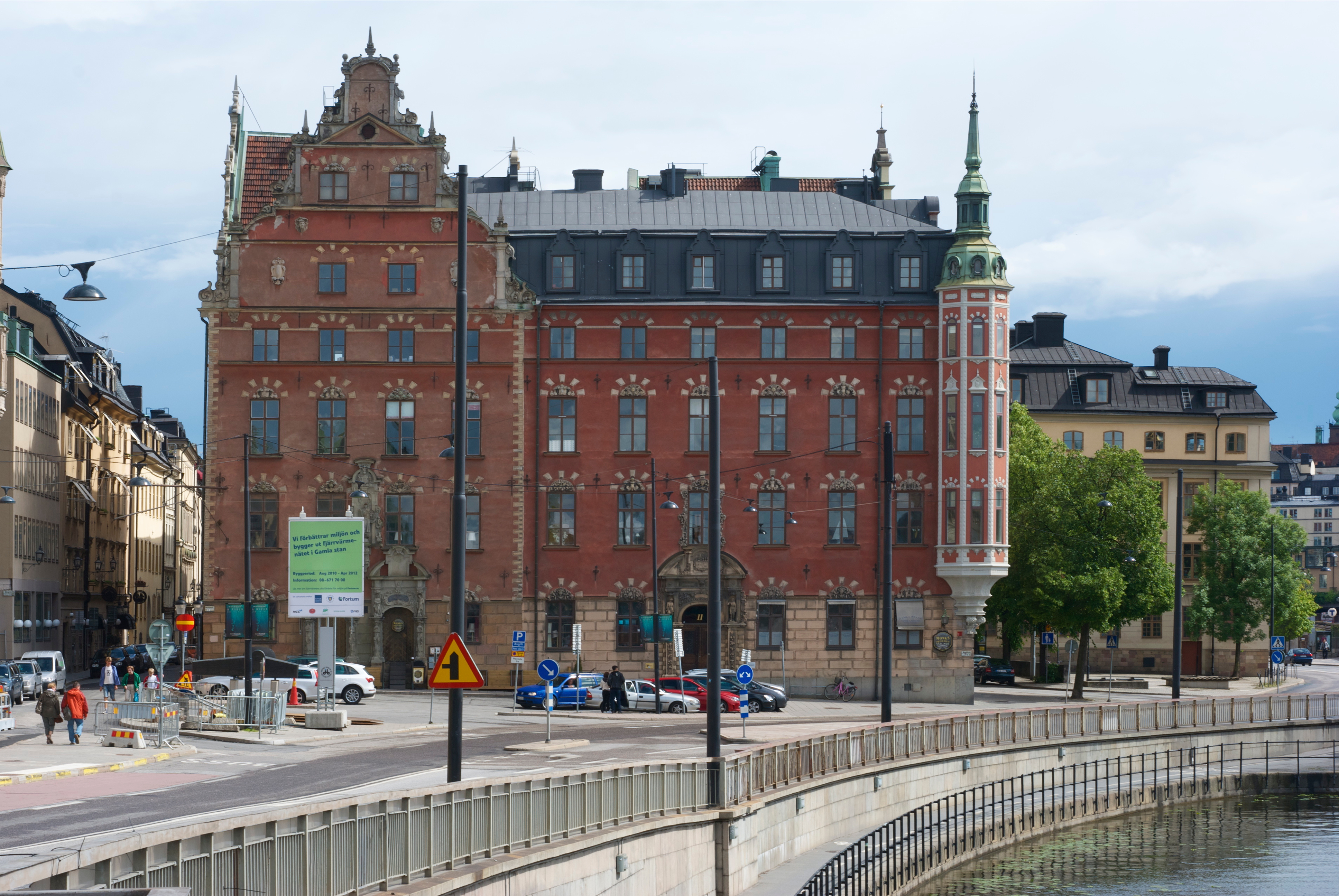
Petersenska huset.

## Familj

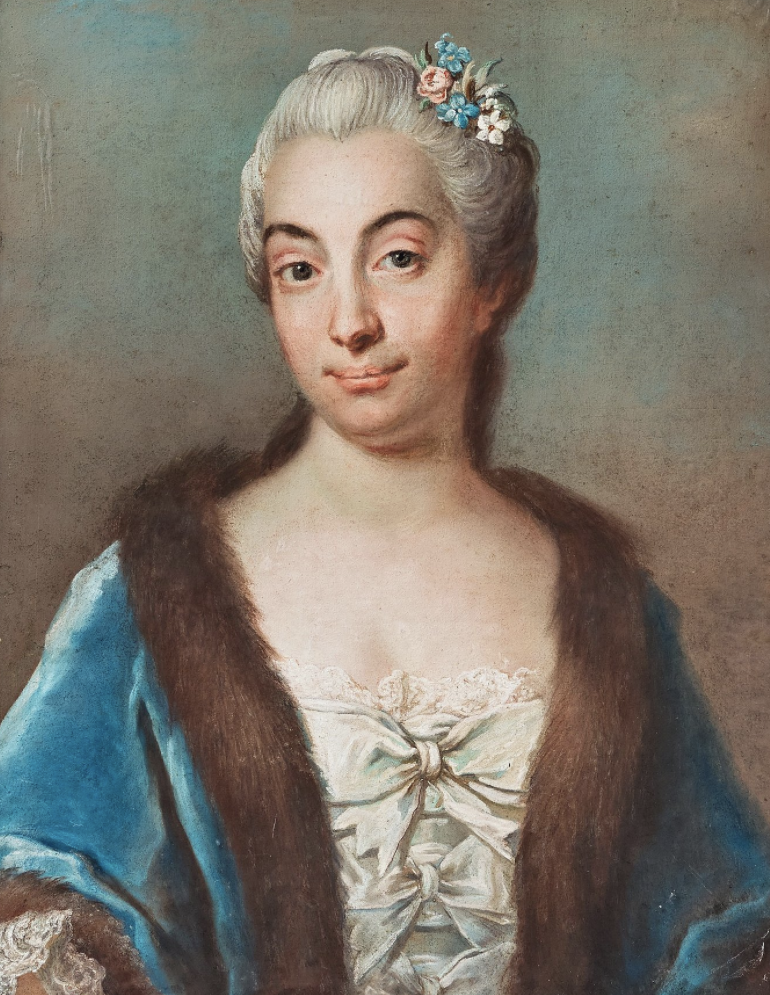
Charlotta Bedoire (1725–1808).

Petersen ingick två äktenskap under sin levnadstid. Det första äktenskapet ingick Petersen såsom kontorstjänsteman år 1741 med Magdalena Bedoire som kom från en mycket framstående borgarfamilj i Stockholm, vilket kan ha varit ett skäl till att han erhöll burskap strax därefter. Hon var dotter till Jean Bedoire och Maria Juliana Paradis. Det andra äktenskapet ingicks år 1753 med hans första makas kusin, Charlotta Bedoire (1725–1808), dotter till Frans Bedoire och Maria Elisabeth Ross.
Barn med Magdalena Bedoire:
1. Johan Abraham (1742–1795), kanslist, fideikommissarie till Erstavik
2. Herman (1743–1814), lanthushållare

Barn med Charlotta Bedoire:
1. Anna Charlotta (1755–1810), gift med en av rikets herrar, fältmarskalken Wilhelm Mauritz Klingspor
2. Johanna Maria (1760–1838), statsfru hos drottningen,[23] gift med greven Hugo Wilhelm Hamilton till Barsebäck[24]
3. Julie (1765–1791), gift med envoyén, friherren och hovmarskalken Henrik Jakob von Düben